# IPG
株式会社IPG（IPG Inc.）は、電子番組ガイドサービスのGガイドを日本全国で提供している企業。
1999年4月22日に株式会社インタラクティブ・プログラム・ガイド（Interactive Program Guide Inc.）として設立。2015年7月に株式会社IPGへと社名変更。
本社所在地は東京都港区海岸。ジェムスターTVガイド・インターナショナル（通称：ジェムスター。ロヴィに吸収合併）、電通、東京ニュース通信社が資本参加している。

## 概要
Gガイド画面上に表示される広告を主な収益としている。そのため、ユーザーは無料でGガイドを利用することが出来る。地上波アナログの番組表は、東京ニュース通信社のデータを元にしており、IPGが直接番組表を制作しているわけではない。
テレビやDVDレコーダーのみならず、パソコンや携帯電話などに対してもGガイドサービスを展開しており、2004年12月からD2Cとの提供による携帯電話版Gガイドサービス「Gガイドモバイル」を開始し、2006年5月からは、外出先からのテレビ番組の録画予約を可能とする「Gガイドリモートアクセス」を開始している。 また、2006年7月、放送局の公式地上デジタル番組情報（SI）の事業者向け配信サービスの開始を発表している。